# Otostigmus parvior
Otostigmus parvior är en mångfotingart som beskrevs av Chamberlin 1957. Otostigmus parvior ingår i släktet Otostigmus och familjen Scolopendridae.
Artens utbredningsområde är Ecuador. Inga underarter finns listade i Catalogue of Life.